# Ber Groosjohan
Bernardus ("Ber") Groosjohan (Roterdã, 16 de junho de 1897 - 5 de agosto de 1971) foi um futebolista neerlandês, medalhista olímpico.
Ber Groosjohan competiu nos Jogos Olímpicos de Verão de 1920 na Antuérpia. Ele ganhou a medalha de bronze.